# 中年差別
中年差別（ちゅうねんさべつ）ミドルフォビア（英: middlephobia）とは中年齢層への差別や嫌悪を指す。

## 概説
御田寺圭は「おっさん」という属性を一括りにしたバッシングは、本来的には差別以外のなにものでもないが、それが省みられることはほとんどない。自分たちが考える「悪」を「おっさん」に紐づけて記述することは、性差別・年齢差別と非難されるどころか、大量の賞賛や共感が寄せられる状況となっている。「おっさんへの差別は差別ではない」という例外的な合意が暗黙裡に敷かれている。と述べている。

## ひきこもり
2018年に内閣府が40~64歳の中高年層を対象に実施した「生活状況に関する調査」で、ひきこもり状態にある人が全国で61万3000人いるとの推測結果が出ており。2015年度に実施された15~39歳を対象にした調査での54万1000人を上回る結果となっている。また男女比は男性が76.6%と圧倒的に多い。これは中高年が職を失うと再就職が難しいことや、職を失って無職になった男性は、世間の厳しい目にさらされるつらさから、外出することを躊躇するようになり、それがやがて不安を惹起させ、ひきこもってしまうケースが多いことが原因として挙げられている。

## 自殺率
不況やリストラの影響で年間自殺者数が3万人を超えた1998年から2012年までの期間に、特に中高年男性の自殺率が急増した。（日本における自殺を参照）